# Estatuto

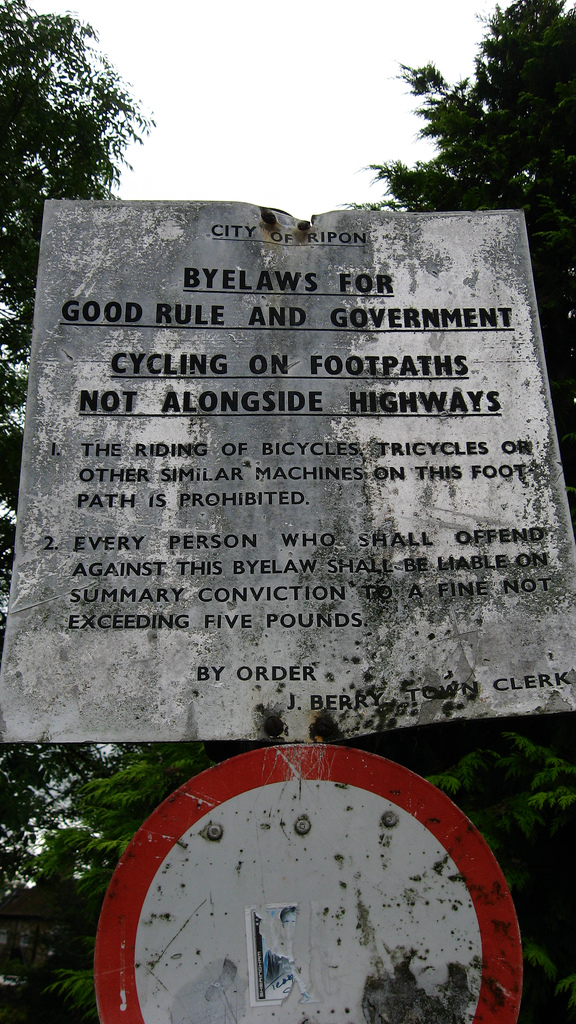
"Estatuto para um bom governo" em Ripon, North Yorkshire

Estatuto (do latim statutus) é um conjunto de regras ou leis estabelecidas por uma organização ou comunidade para regular a si mesma, conforme permitido ou previsto por alguma autoridade superior.

## Normas gerais
Existem normas com força de lei ou regulamentares, que recebem o nome de estatuto. Normalmente recebem esse nome por razões históricas, e, muitas vezes, apenas dão uma regulamentação para um coletivo concreto. São normas com efeitos erga omnes. 
Um exemplo é do Estatuto dos Trabalhadores, que é o nome dado à lei que regulamenta as relações trabalhistas e os direitos sindicais. 
Na Espanha, pode-se mencionar o Estatuto de autonomia regional, que são as normas que regulam as competências de cada Comunidade Autônoma (existe um estatuto para cada comunidade). Neste caso, o nome 'estatuto' implica que trata-se de uma norma especial, na qual existe um sistema de aprovação especial conjunta por parte do parlamento autônomo e o Estado.

## Estatutos de uma sociedade
Em Direito Societário recebe o nome de estatutos aquela norma, acordada pelos sócios ou fundadores, que regulamenta o funcionamento de uma pessoa jurídica, quer seja uma sociedade, uma associação ou uma fundação. Em geral, é comum a todo o tipo de órgãos colegiados, incluindo entidades sem personalidade jurídica. 
As suas funções básicas, entre outras, são as seguintes: 
- Regular o funcionamento da entidade frente a terceiros (por exemplo, normas para a tomada de decisões, representantes, etc.).
- Regular os direitos e obrigações dos membros e das relações entre eles.

Neste caso, a norma fundamentalmente tem efeitos inter partes.

## Estatutos do Brasil
| #  | Estatuto                                                        | Lei                              | Ano  |
| -- | --------------------------------------------------------------- | -------------------------------- | ---- |
| 1  | Estatuto da Mulher Casada                                       | Lei nº 4.121, de 27 de agosto    | 1962 |
| 2  | Estatuto da Terra                                               | Lei nº 4.504, de 30 de novembro  | 1964 |
| 3  | Estatuto do Índio                                               | Lei nº 6.001, de 19 de dezembro  | 1973 |
| 4  | Estatuto do Estrangeiro                                         | Lei nº 6.815, de 19 de agosto    | 1980 |
| 5  | Estatuto dos Militares                                          | Lei nº 6.880, de 9 de dezembro   | 1980 |
| 6  | Estatuto da Criança e do Adolescente                            | Lei nº 8.069, de 13 de julho     | 1990 |
| 7  | Estatuto da Advocacia e da Ordem dos Advogados do Brasil (OAB)  | Lei nº 8.906, de 4 de julho      | 1994 |
| 8  | Estatuto dos Refugiados                                         | Lei nº 9.474, de 22 de julho     | 1997 |
| 9  | Estatuto da Cidade                                              | Lei nº 10.257, de 10 de julho    | 2001 |
| 10 | Estatuto de Defesa do Torcedor                                  | Lei nº 10.671, de 15 de maio     | 2003 |
| 11 | Estatuto do Idoso                                               | Lei nº 10.741, de 1º de outubro  | 2003 |
| 12 | Estatuto do Desarmamento                                        | Lei nº 10.826, de 22 de dezembro | 2003 |
| 13 | Estatuto Nacional da Microempresa e da Empresa de Pequeno Porte | Lei nº 123, de 14 de dezembro    | 2006 |
| 14 | Estatuto dos Museus                                             | Lei nº 11.904, de 14 de janeiro  | 2009 |
| 15 | Estatuto da Igualdade Racial                                    | Lei nº 12.288, de 20 de julho    | 2010 |
| 16 | Estatuto da Juventude                                           | Lei nº 12.852, de 5 de agosto    | 2013 |
| 17 | Estatuto Geral das Guardas Municipais                           | Lei nº 13.022, de 8 de agosto    | 2014 |
| 18 | Estatuto da Metrópole                                           | Lei nº 13.089, de 12 de janeiro  | 2015 |
| 19 | Estatuto da Pessoa com Deficiência                              | Lei nº 13.146, de 6 de julho     | 2015 |
| 20 | Estatuto da Primeira Infância                                   | Lei nº 13.257, de 13 de março    | 2016 |
| 21 | Estatuto da Empresa Pública                                     | Lei nº 13.303, de 30 de junho    | 2016 |